# Jacopo Riccati
Jacopo Francesco Riccati, född 28 maj 1676, död 15 april 1754, var en italiensk greve och matematiker bosatt i Venedig. 
Född 1676 i Treviso, erhöll doktorsgraden i Padua 1696 och levde sedan som privatman, uteslutande sysselsatt med studier och forskning. Riccati ägde en mångsidig, både litterär och vetenskaplig bildning, men omfattade dock med förkärlek matematiken, inom vilken han blivit känd särskilt genom den efter honom uppkallade Riccatis ekvation. Denna ekvation, en differentialekvation av första ordningen och första graden, framställdes av honom till undersökning 1724 i bihanget till "Acta eruditorum" och visades vara integrerbar endast för vissa specialfall. 
Ekvationen äger för övrigt ett stort intresse genom sitt samband med den linjära differentialekvationen av andra ordningen. Ricattis Opere utkom i 4 delar, 1761–1765.
Jacopos son, Vincent Riccati, en jesuit, följde i sin fars fotspår och arbetade med hyperboliska funktioner.

## Eftermäle
Asteroiden 14074 Riccati är uppkallad efter honom och hans tre söner.